# Kamaka derzhavini
Kamaka derzhavini är en kräftdjursart som beskrevs av Gurjanova 1951. Kamaka derzhavini ingår i släktet Kamaka och familjen Corophiidae. Inga underarter finns listade i Catalogue of Life.